# Route 945 (Nouveau-Brunswick)
Pour les articles homonymes, voir Route 945.
La route 945 est une route locale du Nouveau-Brunswick, située dans le sud-est de la province. Elle traverse une région mixte, tant boisée qu'agricole. De plus, elle mesure 13 kilomètres, et est pavée sur toute sa longueur.

## Tracé
La 945 commence dans la petite municipalité de Haute-Aboujagane, sur la route 933, près de la rivière Aboujagane. Elle commence par se diriger vers l'est pendant environ 10 kilomètres, où elle traverse Cormier-Village et Saint-André-de-Shédiac, où elle bifurque vers le nord à sa jonction avec le chemin Saint-André. Elle se dirige ensuite vers le nord pendant environ 3 kilomètres, où elle laisse sa place à la route 950 à la hauteur de la sortie 53 de la route 15. 

## Intersections principales
| route 945            |                        |     |                                                        |                              |
| Comté                | Location               | km  | Intersection/Destinations                              | Notes                        |
| Comté de Westmorland | Haute-Aboujagane       | 0   | R-933, Memramcook, Barachois                           | extrémité ouest de la 945    |
| Comté de Westmorland | Cormier-Village        | 5   | Chemin Cormier-Village, Gallant Settlement, Robichaud  |                              |
| Comté de Westmorland | Saint-André-de-Shédiac | ~10 | Chemin Saint-André est, LeBlanc, Cap-Pelé centre       | la 945 bifurque vers le nord |
| Comté de Westmorland | Cap-Pelé               | 13  | R-15, R-950 nord, Cap-Pelé centre, Shédiac, Port Elgin | extrémité nord de la 945     |
| Bleu: Échangeur      |                        |     |                                                        |                              |